# Щитковичский сельсовет
Щитковичский сельсовет — административная единица на территории Стародорожского района Минской области Республики Беларусь.

## Географическое положение
Граничит с Дражновским сельсоветом Стародорожского района, Пуховичским, Слуцким районами Минской области, Осиповичским районом Могилёвской области.

## История
Щитковичский сельский Совет образован в 1918 году.

## Состав
Щитковичский сельсовет включает 11 населённых пунктов:
- Вишневка — деревня.
- Гнездное — деревня.
- Застаричье — деревня.
- Лавы — деревня.
- Левки — агрогородок.
- Липовка — деревня.
- Малиновка — деревня.
- Мишевичи — деревня.
- Осовец — деревня.
- Теребуты — агрогородок.
- Щитковичи — агрогородок.

## Производственная сфера
ОАО «Щитковичи», ОАО «Щитковичи», ООО «Профитагро».

## Социально-культурная сфера
- Здравоохранение: 1 фельдшерско-акушерский пункт, 1 участковая больница.
- Образование: 2 учебно-педагогических комплекса детский сад-общеобразовательная средняя школа, 1 детский сад-школа.
- Социальная защита: 7 Домов социальных услуг.
- Культура: 2 сельских Дома культуры, 1 библиотека-клуб, 3 библиотеки.